# Mamestra granti
Mamestra granti är en fjärilsart som beskrevs av W. Warren 1905. Mamestra granti ingår i släktet Mamestra och familjen nattflyn. Inga underarter finns listade i Catalogue of Life.